# Givrand
Givrand – miejscowość i gmina we Francji, w regionie Kraj Loary, w departamencie Wandea.
Według danych na rok 1990 gminę zamieszkiwało 940 osób, a gęstość zaludnienia wynosiła 80 osób/km² (wśród 1504 gmin Kraju Loary Givrand plasuje się na 603. miejscu pod względem liczby ludności, natomiast pod względem powierzchni na miejscu 929.).